# 布契拉里
布契拉里（拉丁語：Bucellarii，字面义为“食饼干者”）是羅馬帝國在古代晚期存在的护卫部队组织。他们会被高阶军官（如埃提乌斯和贝利撒留）或文官雇佣。他们的名字源自这些部队食用的一种面包口粮，称作“布契拉图姆（buccellatum）”。“布契拉里”这一名词在霍诺留在位时期（395年—423年在位）开始常用。
根据乔恩·科尔斯顿（Jon Coulston）的说法，《百官志》中证实了一支布契拉里团的存在。布契拉里的建立反映了罗马帝国内“公务人员使用武装随从”这一情形的增长。这些军队与帝国权威的衰落有关，因其证明了官方不再能够垄断暴力。布契拉里的成员与其指挥官联系紧密，会在他与其他团队的指挥官发生争执时提供支持，甚至会对抗帝国、法庭乃至皇帝。例如赫拉克利安努斯试图从霍诺留皇帝手中夺取意大利时，就曾用到过其手下的军队。
科尔斯顿指出，布契拉里为5、6世纪的罗马军队提供了最好的骑兵，其成员“招募自罗马人、波斯人、哥特人和匈人，以及其他”。在君士坦提乌斯遗孀加拉·普拉西提阿继承军队的描述中，以充分的记录证实了有士兵招募自蛮族。诗人克劳狄安也将布契拉里描述为军官、政客、军阀（例如斯提里科、埃提乌斯，以及近卫总长鲁菲努斯）雇佣的一支蛮族军队。
布契拉里总体上有着最高的薪水，并配有皇帝御用工厂制造的最好装备。一些来源称这些军队为雇佣军，并将其首领描述为只看钱的士兵。对于6、7世纪在意大利活动的那些军事组织尤其如此。

### 脚注
1. ↑  Dixon & Southern 1996，第72頁.
2. 1 2 3 4 5 6 7  Coulston 2018，第270頁.
3. 1 2  Prinzing 2008，第662頁.
4. 1 2 3  France, John. . Leiden: BRILL. 2008: 189. ISBN 9789004164475.
5. 1 2  Fields, Nic. . Barnsley, UK: Pen and Sword. 2014. ISBN 9781781591888.
6. 1 2  Rich, John; Shipley, Graham. . London: Routledge. 2002: 269. ISBN 0203075544.
7. ↑  Heather 2018，第54頁.

### 书籍
- Coulston, Jon. . Nicholson, Oliver  (编). . Oxford: Oxford University Press. 2018. ISBN 978-0-19-866277-8.
- Dixon, Karen R.; Southern, Pat. . Routledge. 1996. ISBN 978-1134724222.
- Heather, Peter. . Oxford University Press. 2018. ISBN 9780199362745.
- Prinzing, Günter. . Jeffreys, Elizabeth; Haldon, John F.; Cormack, Robin  (编). . Oxford University Press. 2008. ISBN 978-0199252466.